# Joseph Sikora
Pour les articles homonymes, voir Sikora.
Joseph Sikora est un acteur américain né le 27 juin 1976 à Chicago, dans l'Illinois.
En 2022, il partage le casting du clip de la rappeuse américaine Nicki Minaj intitulé Do We Have a Problem ?

## Biographie
Joseph Sikora est né le 27 juin 1976 à Chicago, Illinois. Ses parents sont Barbara Jo et Albin Joseph Sikora. Il a deux frères, Christopher et Albin Sikora.
Il a étudié le théâtre au Piven Theatre Workshop, à Evanston, Illinois, ainsi qu'au Columbia College à Chicago.

## Carrière
En 2010, il tient un petit rôle dans Shutter Island de Martin Scorsese, avec Leonardo DiCaprio.
En 2012, il joue dans les films Jack Reacher et Safe. L'année suivante il joue dans plusieurs épisodes de la saison 2 de Banshee.
En 2014, il décroche l'un des rôles principaux dans la série Power, dans laquelle il interprète le trafiquant de drogue Tommy Egan.
En 2022, il décroche le premier rôle dans la série Power Book IV: Force un spin-off de la série Power dans laquelle il reprend le rôle de Tommy Egan.

## Filmographie

### Cinéma

#### Longs métrages
- 1993 : Rudy de David Anspaugh : Johnny à 17 ans
- 1997 : Le Mariage de mon meilleur ami (My Best Friend's Wedding) de Paul John Hogan : Un homme
- 2000 : The Watcher de Joe Charbanic : Le skater
- 2001 : Ghost World de Terry Zwigoff : Un fan de reggae
- 2003 : Gacy de Clive Saunders : Roger
- 2007 : La guerre selon Charlie Wilson (Charlie Wilson's War) de Mike Nichols : Le joueur d'échecs
- 2007 : Night Skies (en) de  Roy Knyrim  : Joe
- 2008 : Fashion Victim de Ben Waller : Agent Reichman
- 2009 : Pants on Fire de Colin Campbell : Wayne
- 2010 : Shutter Island de Martin Scorsese : Glen Miga
- 2010 : Trust de David Schwimmer : Rob Moscone
- 2011 : The Best Man for the Job de Joshua Zeman : Tommy
- 2012 : Safe de Boaz Yakin : Vassily Docheski
- 2012 : Jack Reacher de Christopher McQuarrie : James Barr
- 2012 : White Alligator de Raquel Almazan : Brad Paul
- 2019 : Intrusion (The Intruder) de Deon Taylor : Mike
- 2019 : Jacob's Ladder de David M. Rosenthal : Paul Rutiger
- 2023 : Fear (en) de Deon Taylor : Rom

#### Courts métrages
- 2002 : Bounty de Dominic Cianciolo : Matty
- 2005 : Home de Justin Rhodes : Un prisonnier
- 2005 : Nocturne de Justin Rhodes : Trent
- 2018 : The Separatists de Daniel James McCabe et lui-même : Finn
- 2018 : That's Harassment de Sigal Avin : Lui

### Télévision

#### Séries télévisées
- 1987 : Roomies : Ray
- 1993 : Missing Persons : Andy Tedesco
- 1993 : Docteur Quinn, femme médecin (Dr Quinn, Medicine Woman) : Un garde
- 1998 : Demain à la une (Early Edition) : Rick Williams
- 1999 : Turks : Pete Cedros
- 2000 : Walker, Texas Ranger : Brophy
- 2000 : Movie Stars : Simon
- 2002 : Frasier : Un homme au bar
- 2003 : Monk : Boz Harrelson
- 2003 : New York 911 (Third Watch) : J.D Hart
- 2003 : JAG : Officier Atwood
- 2004 : New York Police Blues (NYPD Blue) : Détective Novak
- 2004 : Les Experts : Manhattan (CSI : NY) : Joe Riggs
- 2004 : Urgences (ER) : Riley
- 2005 : Prison Break : Le petit ami de Sara
- 2005 : Grey's Anatomy : Shane Herman
- 2005 : Esprits criminels (Criminal Minds) : Jimmy Baker
- 2005 : La Caravane de l'étrange (Carnivàle) : Un punk
- 2006 : FBI : Portés disparus (Without a Trace) : Malcolm Neelis
- 2006 : Les Experts : Miami (CSI : Miami) : Howard Benchley
- 2008 : Lost : Les Disparus (Lost) : Le copilote
- 2009 : Dollhouse : Terry Karrens
- 2010 : Blue Bloods : Mark Phelan
- 2010 : New York, unité spéciale (Law and Order: Special Victims Unit):  Jason Gambel
- 2010 : Rubicon : Daniel Burns
- 2010 - 2011 : Boardwalk Empire : Hans Schroeder
- 2011 : FBI : Duo très spécial (White Collar) : Jonas Ganz
- 2011 : Body of Proof : Tom Hanson
- 2011 / 2013 : The Heart, She Holler : Le shérif
- 2013 : The Good Wife: Agent Norwich
- 2014 : Banshee : Sharp
- 2014 : True Detective : Ginger
- 2014 : Unforgettable : Robert Harlow
- 2014 - 2020 : Power : Tommy Egan
- 2015 : The Player : Dominic McCall
- 2016 : Underground : Frog Jack
- 2016 : Chicago Police Department (Chicago P.D) : Kevin Bingham
- 2018 : Maniac : JC
- 2020 - 2022 : Ozark : Frank Cozgrove Jr
- 2021 : Power Book II: Ghost : Tommy Egan
- 2022 : Power Book IV : Force : Tommy Egan

#### Téléfilm
- 2003 : Normal de Jane Anderson : Wayne Applewood